# Servei Federal de Seguretat
El Servei Federal de Seguretat de la Federació Russa (en rus: Федеральная служба безопасности Российской Федерации, transcrit Federalnaia slujba bezopasnosti Rossiiskoi Federatsii), sovint designat pel seu acrònim FSB (ФСБ), és una organització estatal de seguretat de Rússia, successora de l'antiga KGB.
La funció principal del FSB és el manteniment de la seguretat interna del país, incloent tasques d'intel·ligència, seguretat fronterera, antiterrorisme i vigilància, així com la investigació d'altres tipus de delictes greus i violacions de la llei federal. El FSB també fa tasques de vigilància electrònica a l'estranger, i és competent per actuar als territoris de les antigues repúbliques soviètiques, podent realitzar operacions antiterroristes i/o militars a qualsevol lloc del món sota les ordres del president rus. Té la seu a la plaça Lubianka, al centre de Moscou.

## Origen
Després de la destacada participació de membres del KGB, incloent el seu cap Vladímir Kriutxkov, en l'intent de cop d'estat del 1991, el KGB es va desmantellar i va deixar d'existir el novembre de 1991. El desembre de 1991, es van crear dues agències estatals per substituir-la: el 'Servei d'Intel·ligència Exterior (SVR) i el Servei Federal de Comunicacions i Informació del Govern (FAPSI). El gener de 1992, el Ministeri de Seguretat va assumir les funcions de seguretat nacional i fronterera. A partir de del 21 de sembre de 1993, arràn de la crisi constitucional que va viure Rússia, aquest ministeri es va reorganitzar en el Servei Federal d'Intel·ligència (FSK). Liderat per Serguei Stepaixin, el FSK ja va intervenir en operacions encobertes en els inicis de la Primera Guerra de Txetxènia.

## Creació del FSB
El 3 d'abril de 1995, un decret de Borís Ieltsin va rebatejar el FSK i el reorganitzà en el Servei de Seguretat Federal (FSB). El decret va concretar competències, funcions i poders de la nova organització i el seu director, el coronel general Mikhaïl Barsukov. El 1998, Ieltsin va nomenar Vladímir Putin, un veterà del KGB, com a director de la FSB. Putin es va mostrar reticent a assumir la direcció, però una vegada nomenat va realitzar una reorganització exhaustiva, que va incloure l'acomiadament de la majoria quadres superiors de la institució. El 1999 Putin va nomenar Nikolai Pàtruixev com a nou director del FSB, que va ocupar el càrrec fins al 2008.

## Segona guerra de Txetxènia
L'any 1999, una sèrie d'atemptats a Buinaksk, Moscou i Volgodonsk van causar 293 morts i més de 600 ferits, que van atribuïts a rebels txetxens i són considerats el casus belli de la intervenció russa per iniciar Segona Guerra de Txetxènia. Algunes fonts han posat en dubte el paper que va jugar el FSB en aquelles accions, inclús han assenyalat que es tractaria d'una operació de bandera falsa amb la finalitat de justificar la intervenció a la república caucàsica, i que haurien impulsat l'ascens de Vladímir Putin a la presidència. L'indici d'aquesta teoria seria la detenció, la nit del 22 al 23 de setembre de 1991, de varis membres del FSB a la ciutat Riazan amb artefactes explosius, justificats per Nikolai Pàtruixev com un "simulacre" de seguretat. El gener de 2001, el FSB va assumir la direcció del combat contra els guerrillers txetxens, tot i que després d'una onada d'atacs terroristes com la Presa d'ostatges del teatre Dubrovka, el 2003 va ser rellevat per les forces del Ministeri de l'Interior (MVD).

## Reformes de Putin
Després d'arribar a la presidència russa, Vladímir Putin va endegar una important reorganització del FSB. Mitjançant un decret del 17 de maig de 2000, l'agència passava a estar controlada directament pel President rus. L'estructura interna de l'agència també va ser reformada per un decret signat el 17 de juny de 2000. L'any 2003, el FSB va assumir una gran part de les funcions i els 50.000 treballadors del Servei Federal de Comunicacions i Informació del Govern (FAPSI), que es va dissoldre, així com de la Guàrdia de fronteres russa.